# Nongqawuse
Nongqawuse (1840'erne–1898) var xhosa–profetinden hvis profetier fik xhosaerne til at nedslagte deres eget kvæg i 1856–57. 
I april eller maj 1856 gik teenageren Nongqawuse og hendes ven Nombanda for at hente vand fra en dam nær mundingen af Gxarha. Da hun vendte tilbage, fortalte Nongqawuse sin onkel og Mhlakaza at hun havde mødt ånderne af tre af hendes forfædre.
Hun hævdede at ånderne havde fortalt hende, at xhosafolket skulle ødelægge deres avl og dræbe deres kvæg, kilden til deres velstand. Til gengæld skulle ånderne kaste de britiske nybyggere i havet. De skulle også fylde kornlagrene op og fylde kraalerne med flottere og friskere kvæg. Samtidig var mange af xhosaernes kvægflokke plaget med "lungesygdom", muligvis smittet af indført europæisk kvæg, og mange af dyrene var allerede døde. 
Mhlakaza gentog profetien overfor den øverste høvding, Sarhili. Sarhili beordrede sine tilhængere til at adlyde profetien, noget som fik bevægelsen til at brede sig til det punkt, hvor den ikke kunne kontrolleres. Kvægdrabene fik ikke kun konsekvenser for gcaleka, Sarhilis klan, men hele xhosanationen, og det er anslået at gcalekaerne dræbte mellem 300.000 og 400.000 dyr.
Nongqawuse forudsagde at forfædrenes krav skulle opfyldes den 18. februar 1857, hvor solen ville blive rød. Men den dag stod solen op med samme farve som alle andre dage, og profetiet blev ikke opfyldt. Til at begynde kastede Nongqawuses tilhængere skylden på dem, der ikke havde fulgt hendes instruktioner, men de vendte sig senere mod hende.
Efter krisen faldt befolkningstallet i Britisk Kaffraria fra 105.000 til mindre end 27.000 på grund af den resulterede hungersnød. I mindst ét tilfælde blev det rapporteret, at mennesker blev tvunget til at ty til kannibalisme. Nongqawuse blev arresteret af britiske myndigheder og sendt til Robben Island. Efter at hun blev sat fri, levede hun på en gård i distriktet Alexandria i den østlige Kapkolonien, hvor hun døde i 1898.